# Paramycodrosophila bimaculata
Paramycodrosophila bimaculata är en tvåvingeart som först beskrevs av Malloch 1934.  Paramycodrosophila bimaculata ingår i släktet Paramycodrosophila och familjen daggflugor.
Artens utbredningsområde är Samoa. Inga underarter finns listade i Catalogue of Life.